# Bentheimer Landschaf
Das Bentheimer Landschaf ist eine robuste, anspruchslose Hausschaf-Rasse und gilt als die größte deutsche Heideschaf-Rasse.

## Beschreibung

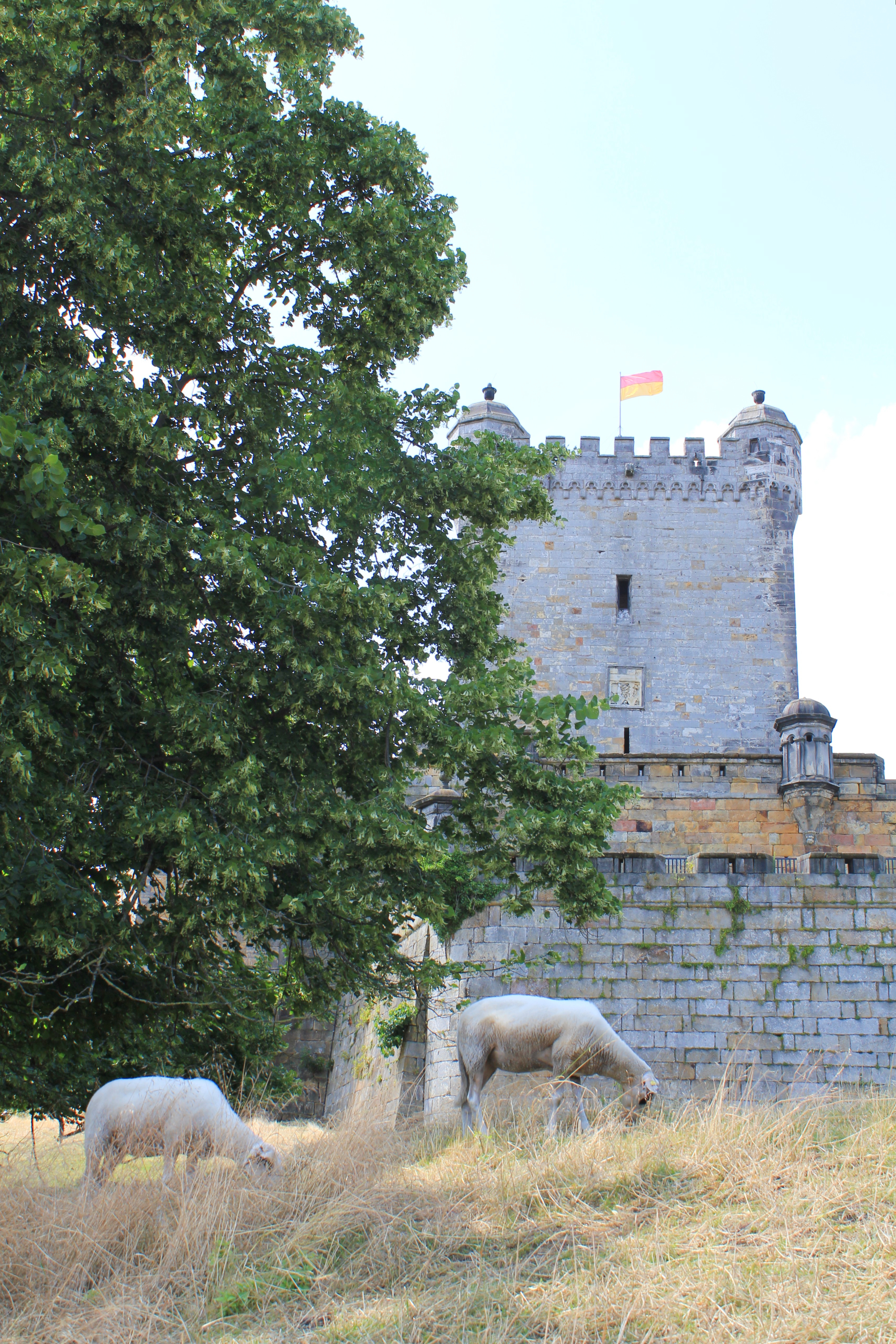
Bentheimer Landschaf, Burg Bentheim

Die Rasse ist nicht mit den Heidschnucken verwandt, sondern in der Region Bentheim/Emsland/Drente zeitgleich durch Kreuzung holländischer und deutscher Heideschafe entstanden. Benannt ist sie nach der Grafschaft Bentheim im südwestlichen Niedersachsen. Sehr eng verwandt ist das Bentheimer Landschaf mit dem Schoonebeker Schaf aus den Niederlanden, das eine Schwesterrasse darstellt und die Entstehungsgeschichte des Bentheimer Landschafes teilt. Erstmals erwähnt wurde das Bentheimer Schaf 1864.
Das Bentheimer Landschaf erreicht eine Widerristhöhe von bis zu 75 cm. Böcke werden 90 bis 110 kg schwer, Mutterschafe bis 75 kg. Die Tiere haben weiße Wolle, um die Augen und an den Füßen gibt es dunkle Stellen.
Besonders geeignet ist die Rasse für die Landschaftspflege und für die Pflege von Sand- und Moorheiden. Im Tierpark Nordhorn, im Wildpark Schwarze Berge und im Freilichtmuseum am Kiekeberg wird das Bentheimer Landschaf als bedrohte regionale Haustierrasse erhalten und gezüchtet.
Jährlich am letzten Samstag im Juli findet in Uelsen in der Grafschaft Bentheim eine Elite-Auktion statt. Diese Auktion ist seit 1995 der traditionelle Vermarktungsweg für Böcke der Rasse Bentheimer Landschaf und fand im Jahr 2009 zum 15. Mal in Uelsen an der Reithalle statt. An der bundesweiten Eliteauktion beteiligen sich Züchter aus den anderen Zuchtgebieten Schleswig-Holstein, Hannover, Nordrhein-Westfalen, Hessen und dem Saarland. Bis 1995 hatten die Auktionen im Emsland stattgefunden. Auch im Jahr 2022 fand die Auktion in Uelsen statt.

## Gefährdung
Die Schafrasse ist in der Roten Liste der Gesellschaft zur Erhaltung alter und gefährdeter Haustierrassen (GEH) von 2022 in die Kategorie III – gefährdet – eingestuft. Die GEH hat auch einen Betreuer dieser Rasse berufen.
Besonders niedrig war die Tierzahl dieser Rasse Ende der 1960er Jahre. In den 1970er Jahren hielten nur noch drei Züchter aus dem Emsland insgesamt 50 Bentheimer im Zuchtbuch.
In Deutschland gab es im Jahr 2018 noch etwa 3639 weibliche und 150 männliche Herdbuchtiere, die in Niedersachsen in der Grafschaft Bentheim, dem Emsland und dem Raum Diepholz sowie in einigen weiteren deutschen Ländern mit Schwerpunkten in Nordrhein-Westfalen und Brandenburg gezüchtet werden. Das Bentheimer Landschaf wurde im Jahr 2005 von der GEH zur Gefährdeten Nutztierrasse des Jahres ausgerufen.